# فاكة
الفَاكَّة (أي تفك الصوائت) هي شكلة تُستخدم للإشارة إلى فصل اثنين من حروف العلة المميزة في المقاطع المجاورة عند حدوث حالة تعاقب صائتين وذلك للتمييز من الحرف المزدوج أو الصائت المركب.
تتكون الشكلة من نقطتين ¨ موضوعتان فوق الحرف عادة فوق صائت. إن كان الحرف ⟨i⟩ فإن الشكلة تصبح ⟨ï⟩.
تشير الفَاكَّة إلى أن حرفين متجاورين اللذين يشكّلان عادةً حرفًا مزدوجًا ويُنطقان عادةً صوتًا واحدًا يجب نطقهما حرفين متحركين منفصلين في مقطعين أي يجب فك ادغامهما. على سبيل المثال في التهجئة "coöperate" ،تُدكّر الفاكة القارئ بأن الكلمة لها أربعة مقاطع لفظية co-op-er-ate ، وليس ثلاثة ، * Coop-er-ate. لغات مثل الهولندية والأفريقانية والقطلونية والفرنسية ، الجليقية والإسبانية تستخدم الفاكة في إملائها.